# Acanthis
Acanthis Borkhausen, 1797 è un genere di uccelli passeriformi della famiglia Fringillidae.

## Etimologia
Il nome scientifico del genere, Acanthis, deriva dal greco ακανθις, akanthis, con cui Aristotele ed altri autori classici si riferiscono a un non meglio precisato piccolo uccello (probabilmente un fanello) rifacendosi al mito di Acantide.

Al genere vengono ascritti uccelli noti complessivamente col nome comune di organetti.

## Descrizione
Gli organetti sono uccelletti di 12–14 cm di lunghezza dall'aspetto robusto, muniti di grossa testa, piccolo becco conico, petto massiccio ed ali e coda allungate, quest'ultima con punta forcuta.

Il piumaggio è generalmente grigio-bruno con screziature più scure su tutto il corpo, con ventre bianco, ali e coda nere e mascherina facciale e bavetta scure: nei maschi fronte e calotta sono rosse e sfumature rosso-rosate sono presenti anche su petto e fianchi in special modo durante la stagione riproduttiva, mentre nelle femmine la colorazione rossa è assente ed in generale la livrea presenta colori meno accesi.

## Biologia
Si tratta di uccelli diurni, vivaci, miti, gregari all'infuori del periodo degli amori, quando nidificano in coppie che collaborano nell'allevamento della prole. La loro dieta si compone di piccoli semi, vegetali e sporadicamente anche insetti.

## Distribuzione e habitat
Hanno distribuzione olartica, essendo diffuse dall'Alaska alla Kamchatka: il loro habitat è rappresentato dalle aree pianeggianti temperate o fredde con presenza di aree aperte inframezzate da boschi decidui.

## Tassonomia
Al genere vengono ascritte tre specie:
- Acanthis flammea (Linnaeus, 1758) - organetto comune
- Acanthis hornemanni (Holböll, 1843) - organetto artico
- Acanthis cabaret (Statius Müller, 1776) - organetto minore

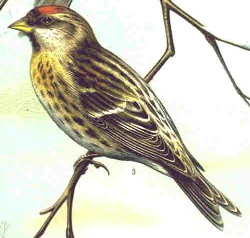
A. flammea.
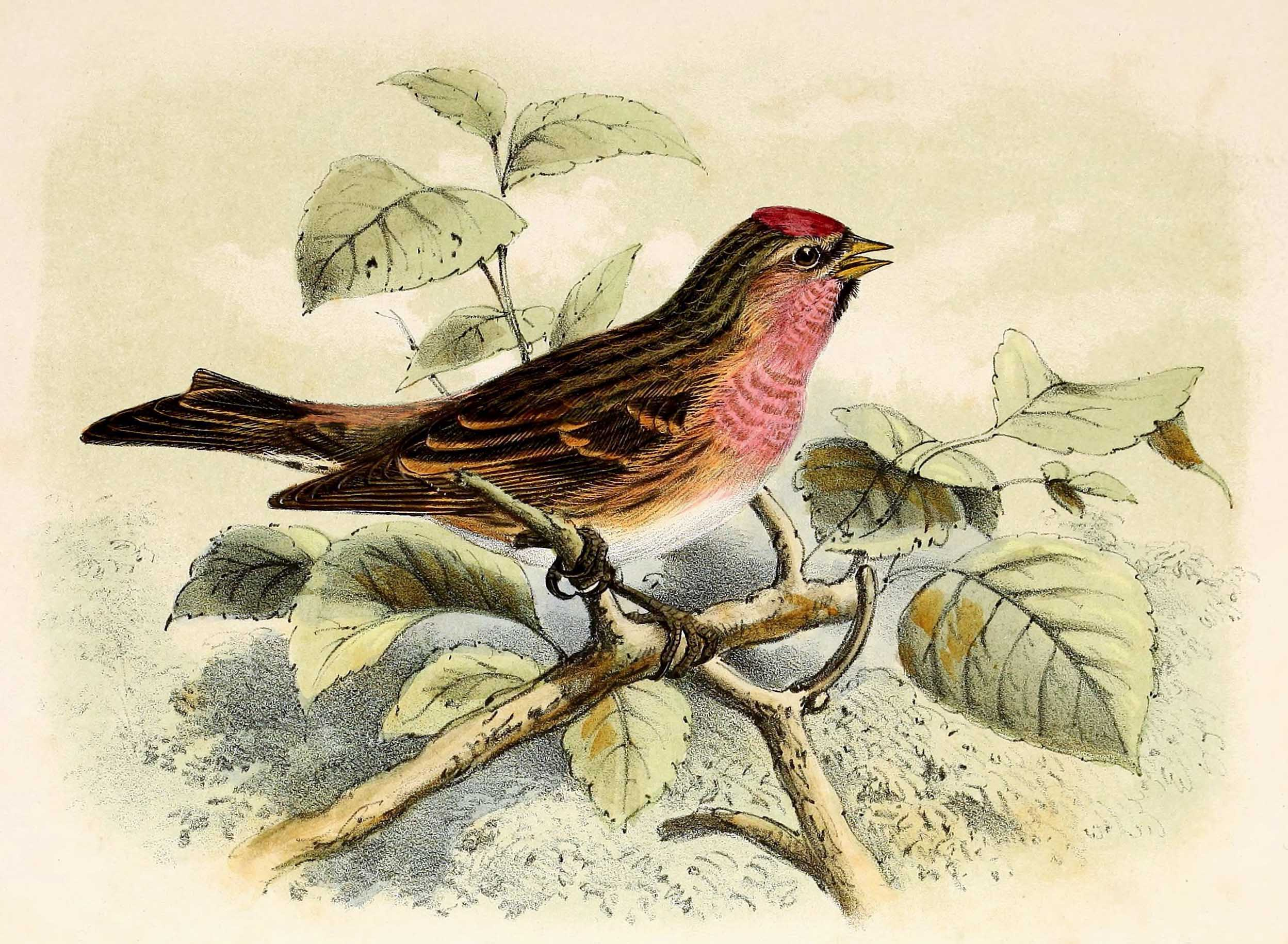
Illustrazione di A. cabaret
A. flammea.

In passato, il genere Acanthis veniva considerato un sottogenere di Carduelis: in seguito ad analisi del DNA mitocondriale, tuttavia, il genere si è rivelato largamente polifiletico, causando lo scorporo degli organetti e la loro elevazione al rango di genere a sé stante, vicino ai crocieri e ai fanelli, coi quali formerebbe un clade.